# 李力 (1956年10月)
李力（1956年10月—），男，汉族，山西临县人，中华人民共和国政治人物，第十一届全国人民代表大会山西地区代表。

## 生平
李力毕业于山西省艺术学校音乐专业。曾任山西艺术职业学院院长。2008年起担任全国人大代表。